# Бриггс, Елла
Элла Бриггс (нем. Ella Briggs; урожденная Элла Баумфельд, 5 марта 1880, Вена, Австро-Венгрия — 20 июня 1977 Лондон, Великобритания) — австрийский архитектор, дизайнер.

## Биография
Элла Баумфельд родилась в Вене в семье юриста. Поскольку женщины не могли изучать архитектуру в те времена Элла училась в художественной школе Wiener Frauenerwerbsvereines (Венской ассоциации занятости женщин) в Адальберта Зелигманна, а позже — в Венском университете прикладных искусств.
В 1903 году переехала в Соединенные Штаты Америки. Получила медаль на Всемирной выставке 1904 года в Сент-Луисе (штат Миссури). В 1907 году в Нью-Йорке вышла замуж за юриста Вальтера Дж. Бриггса; развелась в 1912. К 1910 году Элла сформировалась как дизайнер интерьеров, разработала дизайн нескольких помещений в Нью-Йоркском новом немецком театре на углу 59-й улицы и Мэдисон. Вместе с Кэрролл Мерсер, Бриггс также меблировала и декорировала здание Нью-Йорксього пресс-клуба. Журнал The New York Architect отметил ее дизайн стен, а также удачно подобранные цвета, заметив что она «адаптировала современные принципы гармонии цветов, простоту, натуральность отделочных материалов в американских вкусов».
В 1916—1918 посещала курсы рисования в Школе технического строительства. В 1919 году изучала структурное проектирование в Государственной торговой школе (нем. Staatsgewerbeschule) в Зальцбурге. Далее два года училась у немецкого архитектора Теодора Фишера в Мюнхенском техническом университете.

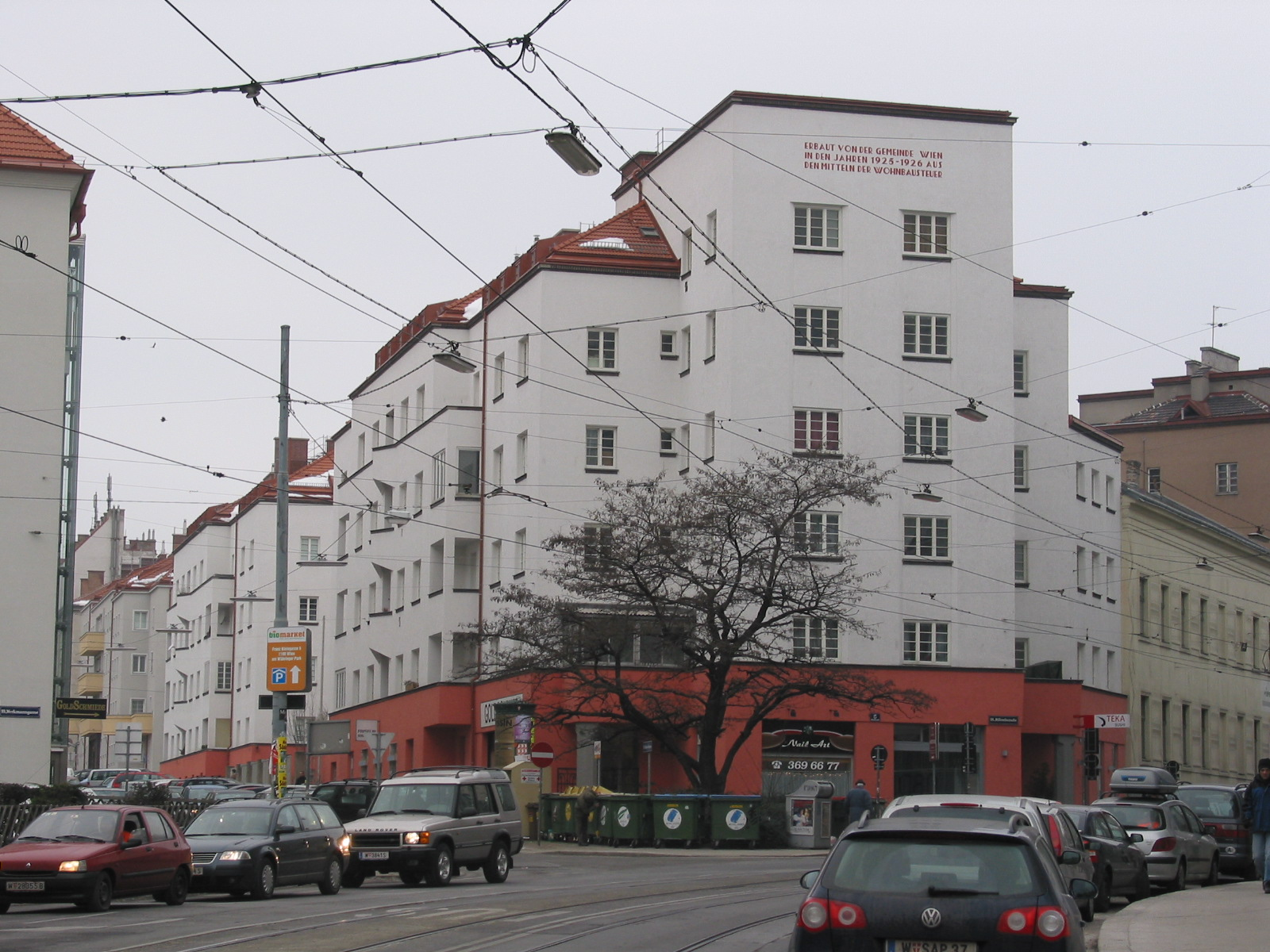
Песталоцци-Гоф

В 1920 году Бриггс эмигрировала в США, работала в Нью-Йорке и Филадельфии. Печаталась в различных журналах. Эскизы, разработанные ею в США, хранятся в Венском доме художников. В 1921 году она стала первой женщиной-членом Австрийской ассоциации инженеров и архитекторов (нем. Österreichischer Ingenieur — und Architekten-Verein). Также она стала первым уполномоченным архитектором в Австрии. После возвращения в Вену, по ее проекту был построен дом, Песталоцци-Гоф (нем. Der Pestalozzi-Hof), а потом Ледигенхайм (нем. Ledigenheim). Была одной из двух женщин (вместе с Маргарете Шютте-Лихоцки), которые баллотировались в городской совет Вены в межвоенный период.
С 1930 по 1933 год жила в Берлине, работала архитектором. Поскольку была еврейкой, то сбежала в Вену, спасаясь от нацистов. В 1936 году эмигрировала в Англию, без разрешения на работу. Вскоре разработала проект многоквартирного дома в Энфилде. В 1947 году получила британское гражданство. Открыла офис в Лондоне, где работала до конца жизни.
Элла Бриггс умерла в Лондоне 20 июня 1977 года.

## Память
В 2012 году аудитория 7 факультета архитектуры и объемного проектирования в Венском техническом университете была переименована в «аудитория Эллы Бриггс-Баумфельд».
Шрифт Bella Black был назван в честь Эллы Бриггс из комбинации первых и последних букв имени и доступен для бесплатной загрузки под лицензией SIL Open Font License (OFL).

## Работы
- Песталоцци-Гоф в Вене (нем. Pestalozzi-Hof), Дёблинг, Philippovichgasse 2-4, 1925/1926
- Ледигенхайм в Вене (нем. Ledigenheim), Дёблинг, Billrothstraße 9, 1926
- Жилой комплекс в Берлине Мариендорф, Rathausstraße 81-83b / Königstraße 42-43, 1930